# Festucula vermiformis
Festucula vermiformis är en spindelart som beskrevs av Simon 1901. Festucula vermiformis ingår i släktet Festucula och familjen hoppspindlar. Inga underarter finns listade i Catalogue of Life.